# From the Beginning (Emerson, Lake & Palmer)
From the Beginning is een 6-disc retrospectief van de band Emerson, Lake & Palmer, uitgebracht in 2007 en bevat zowel studio-opnamen als live opnamen.

## Bezetting
- Keith Emerson op toetsinstrumenten
- Greg Lake op basgitaar, contrabas, cello, akoestische en elektrische gitaar, zang
- Carl Palmer op drums en percussie

## Disc 1
1. Epitaph - King Crimson (Robert Fripp/Michael Giles/Greg Lake/Ian McDonald/Peter Sinfield) - 8:45
2. Decline and Fall - Atomic Rooster (Crane/Palmer/Graham) - 5:47
3. Fantasia: Intermezzo Karelia Suite - The Nice (Sibelius) - 8:51
4. Lucky Man (Lake) - 4:38
5. Tank (Emerson/Palmer) - 6:48
6. Take a Pebble (Lake) - 12:28
7. The Barbarian (Emerson/Lake/Palmer/Bela Bartók) - 5:20
8. Knife Edge (Emerson/Lake/Janáček) - 8:01
9. Rondo (Emerson/O'List/Davison/Jackson) - 17:78

## Disc 2
1. Tarkus - 20:40
a) Eruption (Emerson)
b) Stones of Years (Emerson)
c) Iconoclast (Emerson)
d) Mass (Emerson)
e) Manticore (Emerson)
f) The Battlefield (Lake)
g) Aquatarkus (Emerson)
2. Bitches Crystal (Emerson)
3. A Time and a Place (B-side Single Version) (Emerson/Lake/Palmer) - 3:55
4. "Oh, My Father" (Previously Unreleased) (Lake) - 2:58
5. The Endless Enigma (Part One) (Emerson/Lake) - 4:04
6. Fugue (Emerson/Lake) - 4:54
7. The Endless Enigma (Part Two) (Emerson/Lake) - 2:00
8. From the Beginning (Lake) - 4:13
9. Trilogy (Emerson/Lake) - 8:52
10. Abbadon's Bolero (Emerson) - 8:07
11. Hoedown (Live Version) (A. Copland/Arr. Emerson, Lake & Palmer) - 3:54
12. Jerusalem (First Mix) (Parry/Blake/Arr. Emerson, Lake & Palmer) - 2:54
13. Still You Turn Me On (First Mix) (Lake) - 2:51
14. When the Apple Blossoms (B-side Single Version) (Emerson/Lake/Palmer) - 3:56

## Disc 3
1. Karn Evil 9 - 29:42
a) 1st Impression Pt.1 (Lake)
b) 1st Impression Pt.2 (Emerson/Lake)
c) 2nd Impression (Emerson)
d) 3rd Impression (Emerson/Lake)
2. Jeremy Bender/The Sheriff (Emerson/Lake) - 5:03
3. C'est La Vie (Early Version) (Lake/Sinfield) - 4:16
4. I Believe in Father Christmas (Lake/Sinfield/Prokofiev) - 3:29
5. The Enemy God Dances with the Black Spirits (Prokofiev/ Arr. Emerson, Lake & Palmer) - 3:20
6. Piano Concerto No.1 (Emerson) - 18:25
7. Pirates (Non Orchestral Live Version) (Emerson/Lake/Sinfield) - 13:23

## Disc 4
1. Aaron Copland Interview 1977 (From Keith Emerson's Archives) - 1:37
2. Fanfare for the Common Man (A. Copland/Arr. Emerson, Lake & Palmer) - 9:42
3. Honky Tonk Train Blues (Lewis) - 3:09
4. Tiger In a Spotlight (Emerson/Lake/Palmer/Sinfield) - 4:33
5. Watching Over You (Lake/Sinfield) - 3:54
6. Introductory Fanfare/Peter Gunn Theme (Live Version) (Emerson/Mancini) - 4:26
7. Canario (Rehearsal) (Rodrigo) - 3:57
8. Mars - The Bringer of War (Holst/Arr. Emerson, Lake & Powell) - 7:54
9. Desede La Vida (Emerson/Berry/Palmer) - 7:06
10. La Vista (Emerson)
11. Sangre De Toro (Emerson/Palmer)
12. Black Moon (Single Version) (Emerson/Lake/Palmer) - 4:47
13. Footprints in the Snow (Emerson/Lake/Palmer) - 3:51
14. Romeo and Juliet (Live at the Royal Albert Hall) (Prokofiev/Emerson) - 3:32
15. Man in the Long Black Coat (Dylan/Arr. Emerson) - 4:12
16. Daddy (Lake) - 4:42
17. Hang On To a Dream (Hardin/Aber) - 4:28
18. Touch and Go (Live in Poland) (Emerson/Lake) - 3:53

## Disc 5
1. Hoedown (A. Copland/Arr. Emerson, Lake & Palmer) - 4:18
2. Tarkus - 22:33
a) Eruption (Emerson)
b) Stones of Years (Emerson)
c) Iconoclast (Emerson)
d) Mass (Emerson)
e) Manticore (Emerson)
f) The Battlefield (Lake)
g) Aquatarhus (Emerson)
3. Take a Pebble (Lake) - 4:36
4. Lucky Man (Lake) - 3:00
5. Piano Improvisation (Emerson) - 9:44
6. Pictures at an Exhibition - 14:39
a) Promenade (Mussorgsky/Lake)
b) The Gnome (Palmer)
c) Promenade - Vocal (Mussorgsky/Emerson/Lake)
d) Hut of Baba Yaga (Mussorgsky/Emerson)
e) Great Gates of Kiev (Emerson/Lake)
7. Rondo (Emerson/O'List/Davison/Jackson)

- Live op het Mar Y Sol Festival, Puerto Rico, 4 januari 1972.

## Disc 6
- "The Manticore Special" - DVD bevat highlights van de World Tour uit 1973.
  - Regisseur - Nick Hague
  - Montage - Chris Fraser
  - Cameraman - John Rosenberg
  - Productiemanager - Peter Jaques
  - Geluidstechnicus - Tony Jackson
  - Productie - Miker Rosenberg